# Francisco Aceves Lozano
Francisco Aceves Lozano   (Real Sitio de San Ildefonso, 11 de maig de 1844 - valor desconegut) va ser un compositor espanyol.
Ingressà en el conservatori de Madrid el 17 de setembre de 1865, en els concursos públics d'harmonia, celebrats en el mateix establiment al juny de 1868 obtingué el primer premi. Germà del també compositor, Rafael Aceves Lozano, fou deixeble del mestre Miquel Galiana.